# Nullgewinnbedingung
Unter der Nullgewinnbedingung (oder kurz Nullgewinn, engl. Zero-profit condition) versteht man in der Wirtschaftswissenschaft die langfristige Gleichgewichtssituation, in der Unternehmen auf einem Markt keinen (ökonomischen) Gewinn mehr erwirtschaften. Aus Sicht der Preistheorie bedeutet dies: die Grenzkosten und Durchschnittskosten sind identisch.

## Abgrenzung
Die Unterscheidung in ökonomischen und buchhalterischen Gewinn ist wichtig. Der ökonomische Gewinn ist stets niedriger als der buchhalterische Gewinn, der in der Nullgewinnsituation auch noch positiv sein darf. Ökonomischer Gewinn bezieht auch implizite Kosten mit ein (vgl. Opportunitätskosten). Ein Unternehmen, das einen ökonomischen Nullgewinn erzielt, ist durch die Investition seines Geldes in einen beliebigen Markt genauso gestellt wie durch eine anderweitige Investition seines Geldes.
Gewinn ist die Differenz aus Erlösen und Kosten. Die ökonomischen Kosten enthalten bereits die Opportunitätskosten, insbesondere die Zeit und das Geld, das der Firmenbesitzer in sein Geschäft gesteckt hat. Die Nullgewinnbedingung enthält also bereits alle Erlöse, die den Eigentümer für seine Zeit und seine Investition entlohnen.

## Erklärung
Die Nullgewinnbedingung ist ein wichtiger Bestandteil der neoklassischen Theorie. In langer Frist wird sich auf einem Markt eine Situation einstellen, in der Unternehmen keinen Gewinn erwirtschaften. Würden noch positive Gewinne erzielt, ziehe dies neue Mitbewerber in den Markt (keine Marktzutrittsschranken); gäbe es hingegen Verluste würden einige Unternehmen aus dem Markt ausscheiden. 
Der Nullgewinn ist eine Bedingung für ein langfristiges Wettbewerbsgleichgewicht. Bei einem Preis in Höhe des Betriebsoptimums befinden sich die Unternehmen in einer Null-Gewinn-Situation (vgl. Langfristige Preisuntergrenze). Alle Unternehmen haben das Ziel der Gewinnmaximierung, aber unter der Annahme vollständiger Konkurrenz ist der Gewinn im Gleichgewicht Null. 
Die Neoklassik untersucht aber nicht nur vollkommene Märkte. Im Falle eines Monopols oder auch monopolistischer Konkurrenz ist es durchaus denkbar, dass ökonomische Gewinne positiv sind.

## Beispiel: Versicherungsmarkt
Ein Versicherungsunternehmen bietet folgenden Vertrag an: im Falle eines Schadens erhält man eine Versicherungssumme {\displaystyle I}, zu einem Preis {\displaystyle p\cdot I}. Der Preis muss auch gezahlt werden, falls kein Schaden eintritt. Die Schadenswahrscheinlichkeit sei {\displaystyle \pi }, entsprechend tritt mit der Gegenwahrscheinlichkeit {\displaystyle 1-\pi } kein Schaden ein. Das Unternehmen hat dann einen erwarteten Gewinn von:
{\displaystyle E\Pi =\pi (p\cdot I-I)+(1-\pi )(p\cdot I)}.
In der Nullgewinnbedingung bedeutet dies, dass die Gewinnfunktion Null gesetzt wird, daraus ergibt sich:
{\displaystyle {\begin{aligned}E\Pi &=\pi (p\cdot I-I)+(1-\pi )(p\cdot I)\;{\stackrel {!}{=}}\;0\\E\Pi &=-\pi \cdot I+p\cdot I\;{\stackrel {!}{=}}\;0\quad \Rightarrow \quad p=\pi \\\end{aligned}}}
In der Nullgewinnsituation auf dem Versicherungsmarkt muss der Preis der Versicherung der Schadenswahrscheinlichkeit entsprechen (die Prämie wird dann aktuarisch fair genannt). 